# Goniogryllus gansuensis
Goniogryllus gansuensis är en insektsart som beskrevs av Xie, L., M. Yu och G. Tang 2006. Goniogryllus gansuensis ingår i släktet Goniogryllus och familjen syrsor. Inga underarter finns listade i Catalogue of Life.